# Cornelius Steenoven

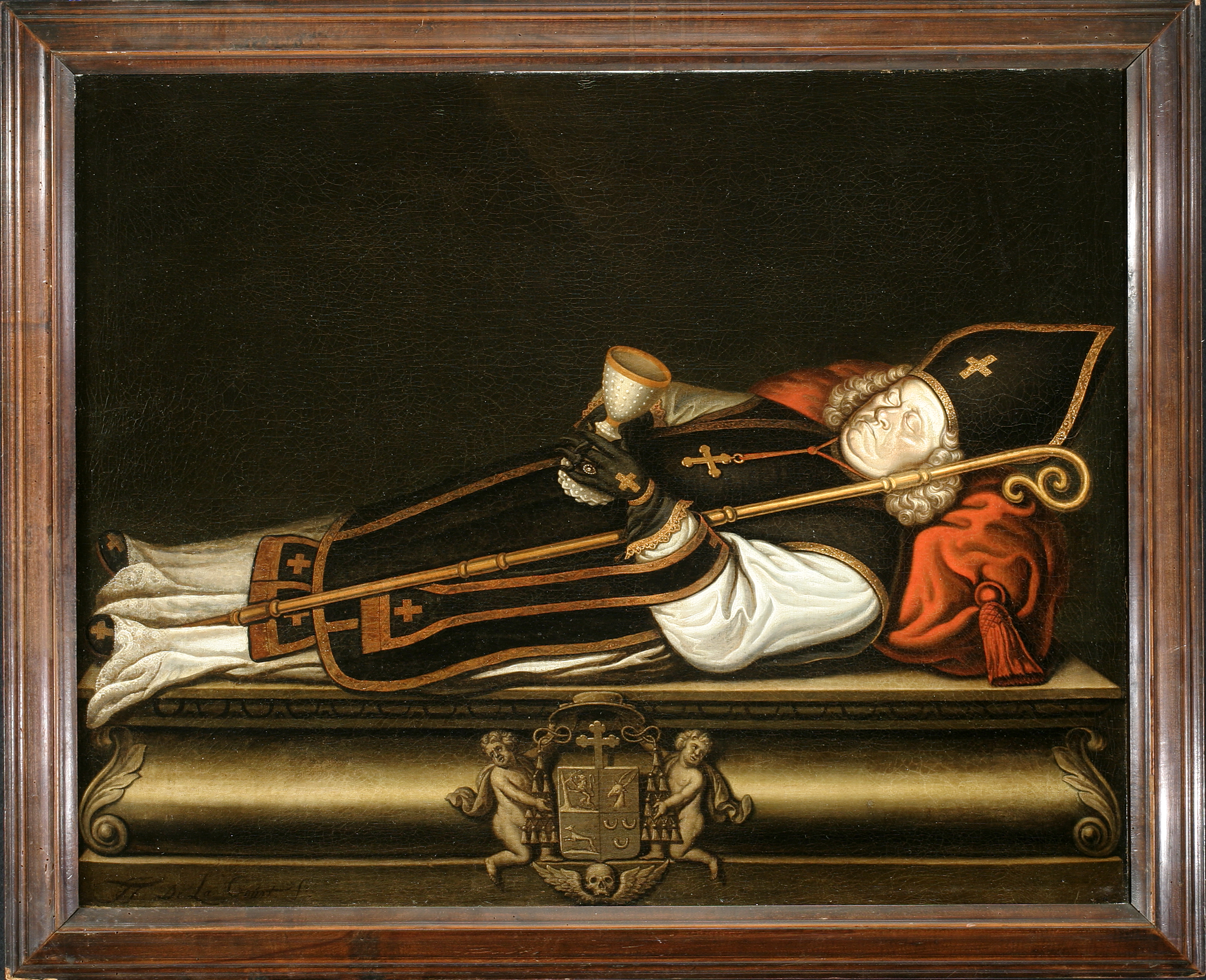
Doodsportret door J.F. de la Court

Cornelis (Cornelius) Steenoven (Amsterdam, gedoopt op 13 oktober 1661 – Leiden, 3 april 1725) was een Nederlandse rooms-katholiek en later oudkatholiek geestelijke. Hij was de eerste aartsbisschop van Utrecht die alleen erkend wordt in de oudkatholieke traditie.
Hij studeerde in Leuven en Rome en werd in 1689 tot priester gewijd. Hij werd pastoor te Amersfoort (1693-1719), waar hij het oude weeshuis aan 't Zand tot schuilkerk liet verbouwen, en vervolgens te Leiden (1719-1723); tevens was hij vanaf 1700 kanunnik van het Utrechtse kapittel.
Dit kapittel was sinds de schorsing van aartsbisschop Petrus Codde in conflict met Rome, waar men geen nieuwe bisschop wenste te benoemen. Het kapittel besloot op 27 april 1723 over te gaan tot benoeming van Steenoven, die sinds 1719 algemeen vicaris van het kapittel was, tot nieuwe aartsbisschop. Deze verkiezing werd door de paus van Rome niet erkend.
Steenoven werd op 14 oktober 1724 in Amsterdam tot aartsbisschop gewijd door de (daarna gesuspendeerde) Franse missiebisschop van Babylon, Dominique Marie Varlet. Paus Benedictus XIII deed Steenoven vervolgens in de ban en daarmee was het Utrechts Schisma een feit en de Rooms-Katholieke Kerk van de Oud-Bisschoppelijke Cleresie (de latere Oud-Katholieke Kerk in Nederland, ook wel Jansenistenkerk) geboren. Steenoven overleed zes maanden na zijn wijding te Leiden en werd in de Gereformeerde Kerk van Warmond begraven.
- Biblioteca Nacional de España: XX6480737
- Bibliothèque nationale de France: cb10718722r (data)
- Biografisch Portaal: 02766050
- Gemeinsame Normdatei: 114721722X
- International Standard Name Identifier: 0000 0000 0096 3297
- Nationale Bibliotheek van Tsjechië: av20211130647
- Nederlandse Thesaurus van Auteursnamen: 150710763
- Virtual International Authority File: 44290484
- WorldCat: E39PBJqvWg3FpQPRQc6hBy4THC